# Charles Vere Ferrers Townshend
Sir Charles Vere Ferrers Townshend (Londra, 21 febbraio 1861 – Parigi, 18 maggio 1924) è stato un generale britannico.

## Biografia
Dopo aver studiato all'Accademia militare di Sandhurst, Townshend partecipa alla spedizione in Sudan del 1884 e alla spedizione a Hunza Nagar del 1891.
In seguito si trasferisce in India dove serve negli India Staff Corps come comandante del forte di Chitral. Nel 1895, durante una rivolta della popolazione locale contro il controllo britannico, il forte viene cinto d'assedio. Townshend organizza bene la difesa e viene decorato con l'Ordine del Bagno.
Trasferitosi in Egitto, combatte nuovamente in Sudan nella Battaglia di Omdurman del 1898 e viene insignito della Distinguished Service Order)
Nel 1909 Townshend viene promosso brigadiere generale e nel 1911 raggiungere il rango di generale maggiore.

## La prima guerra mondiale
Allo scoppio della prima guerra mondiale Townshend viene nominato comandante della sesta divisione indiana, uno dei corpi migliori dell'esercito indiano, e, all'inizio del 1915, viene inviato in Mesopotamia.

## In Mesopotamia
In Mesopotamia Townshend era sotto il comando del generale John Nixon il cui obiettivo era di avanzare verso il fiume Tigri fino a Baghdad. L'operazione procedeva speditamente e il 3 giugno 1915 le forze britanniche occuparono Al-'Amara. Tre mesi dopo anche Kut cadde sotto il controllo di Nixon.
Townshend consigliò a Nixon di fermare l'avanzata ma Nixon decise di continuare verso Baghdad.
Il 20 novembre 1915 Townshend, alla testa della sesta divisione indiana, raggiunge Ctesifonte, circa 40 km a sud di Baghdad. Qui si scontra con una consistente divisione ottomana, guidata dal feldmaresciallo tedesco Colmar Freiherr von der Goltz.
Townshend, dopo aver perso circa un terzo dei suoi uomini, si ritira verso Kut.

## L'assedio di Kut
Il 7 dicembre 1915 il barone von der Goltz raggiunge Kut e cinge d'assedio la città.
Townshend chiede rinforzi al generale Nixon dicendo di avere provviste per trenta giorni (si trattava di una stima molto poco accurata visto che a Kut c'era disponibilità di vivere per circa cinque mesi).
Nixon ordinò dunque alle forze britanniche di stanza a Bassora di correre in aiuto di Townshend ma i successivi scontri con l'esercito ottomano si risolsero in altrettante sconfitte.
Il 29 aprile 1916, dopo cinque mesi di assedio, Townshend fu costretto alla resa. Venne fatto prigioniero e trasferito a Istanbul in un'isola del Bosforo dove venne trattato con tutti gli onori.

## Dopo la guerra
Nel 1920, dopo fine della prima guerra mondiale Townshend si dimette dall'esercito e scrive un libro sulla sua esperienza in Mesopotamia. Nello stesso anno si candida alle elezioni suppletive e viene eletto alla Camera dei comuni come indipendente nelle file del Partito conservatore in rappresentanza del collegio di The Wrekin, nello Shropshire.

## Ascendenza
|                                |   |                   | Genitori           |  |  | Nonni |  |  | Bisnonni       |  |  | Trisnonni                              |  |
|                                |   |                   |                    |  |  |       |  |  | John Townshend |  |  | George Townshend, I marchese Townshend |  |
|                                |   |                   |                    |  |  |       |  |  | John Townshend |  |  | George Townshend, I marchese Townshend |  |
|                                |   | Charlotte Compton |                    |  |  |       |  |  | John Townshend |  |  |                                        |  |
| George Townshend               |   |                   |                    |  |  |       |  |  | John Townshend |  |  |                                        |  |
|                                |   | Georgina Poyntz   | William Poyntz     |  |  |       |  |  |                |  |  |                                        |  |
|                                |   | Georgina Poyntz   | William Poyntz     |  |  |       |  |  |                |  |  |                                        |  |
|                                |   | Georgina Poyntz   | Isabella Courtenay |  |  |       |  |  |                |  |  |                                        |  |
| Charles Townshend              |   | Georgina Poyntz   |                    |  |  |       |  |  |                |  |  |                                        |  |
|                                |   | John McKellar     | …                  |  |  |       |  |  |                |  |  |                                        |  |
|                                |   | John McKellar     | …                  |  |  |       |  |  |                |  |  |                                        |  |
|                                |   | John McKellar     | …                  |  |  |       |  |  |                |  |  |                                        |  |
| Jessie McKellar                |   | John McKellar     |                    |  |  |       |  |  |                |  |  |                                        |  |
|                                |   | …                 | …                  |  |  |       |  |  |                |  |  |                                        |  |
|                                |   | …                 | …                  |  |  |       |  |  |                |  |  |                                        |  |
|                                |   | …                 | …                  |  |  |       |  |  |                |  |  |                                        |  |
| Charles Vere Ferrers Townshend |   | …                 |                    |  |  |       |  |  |                |  |  |                                        |  |
|                                | … | …                 |                    |  |  |       |  |  |                |  |  |                                        |  |
|                                | … | …                 |                    |  |  |       |  |  |                |  |  |                                        |  |
|                                | … | …                 |                    |  |  |       |  |  |                |  |  |                                        |  |
| John Graham                    | … |                   |                    |  |  |       |  |  |                |  |  |                                        |  |
|                                |   | …                 | …                  |  |  |       |  |  |                |  |  |                                        |  |
|                                |   | …                 | …                  |  |  |       |  |  |                |  |  |                                        |  |
|                                |   | …                 | …                  |  |  |       |  |  |                |  |  |                                        |  |
| Louise Graham                  |   | …                 |                    |  |  |       |  |  |                |  |  |                                        |  |
|                                |   | …                 | …                  |  |  |       |  |  |                |  |  |                                        |  |
|                                |   | …                 | …                  |  |  |       |  |  |                |  |  |                                        |  |
|                                |   | …                 | …                  |  |  |       |  |  |                |  |  |                                        |  |
| …                              |   | …                 |                    |  |  |       |  |  |                |  |  |                                        |  |
|                                |   | …                 | …                  |  |  |       |  |  |                |  |  |                                        |  |
|                                |   | …                 | …                  |  |  |       |  |  |                |  |  |                                        |  |
|                                |   | …                 | …                  |  |  |       |  |  |                |  |  |                                        |  |
|                                |   | …                 |                    |  |  |       |  |  |                |  |  |                                        |  |